# Народна библиотека „Вук Караџић" Бела Паланка
Народна библиотека „Вук Караџић" Бела Паланка је општинска библиотека смештена у центру Беле Паланке. 

## Историјат
Народна библиотека „Вук Караџић" у Белој Паланци је почела са радом 1. јула 1948. године.
Како је 1948. године Министарство одлучило да отвори библиотеке у малим местима, просветни одсек у овој вароши је послао Стевку Јовановић да заврши курс за библиотекаре како би касније радила у библиотеци. 
Изабран је Савет библиотеке а први председник је био Милорад Цинцовић.
Библиотека је званично почела са радом 1. јула 1948. године и то двократно у две смене. Почетни фонд књига је био 3000. 
Ова библиотека је имала проблема са просторијама. Наиме, чак четири пута се селила у периоду од 1948. до 1952. године и то у дућане. Тек је 1978. године изграђена зграда наменски за библиотеку. Зграда је сазидана на рушевинама старе зграде Женске занатске школе. Свечано отварање је било на дан ослобођења Беле Паланке 11. октобра. 
Под окриљем библиотеке, основан је и књижевни клуб „Navisus” који касније издаје и часопис са истим називом. 
Садашњи директор библиотеке је Милан Спасић. Тренутно раде два библиотекара у њој. 
Библиотека у Паланци је заправо под надзором Матичне службе библиотеке у Пироту.